# Suntec Singapur Centro de Convenciones y Exposiciones
El Suntec Singapur Centro de Convenciones y Exposiciones es un edificio, centro de reuniones y convenciones singapurense.
Forma parte del Suntec City un proyecto urbanístico ubicado en 1 Raffles Boulevard, zona del Distrito financiero de Singapur. Su propietario es Harmony Investors Group.

## Historia
Fue oficialmente abierto el 1 de noviembre de 1994 y era anteriormente conocido como el Singapur Exposición y Convención Internacionales Centro (SICEC). Su nombre actual fue adoptado en 2004 cuando parte de un cambio de marca. El centro de convención tiene un total de 100,000 metros cuadrados de espaciales, sobre niveles múltiples.
El edificio cuenta con 22 060 m² y un teatro auditorio con capacidad para seis mil novecientas personas, una variedad de salas de reuniones.
Acceso fácil hacia ascensores aptos para sillas de ruedas, espacios amplios y abierto para facilitar el movimiento de personas discapacitadas. Cuenta cobertura de wifi de alta velocidad hasta seis mil personas, un jardín, pintorescas terrazas y un equipo de servicio de comidas.
Fue renovado desde octubre de 2012 a junio de 2013.
Su director ejecutivo es Arun Madhok.

## Premios
- 2010, Premio a la Innovación, otorgado por la Asociación Internacional de Centros de Convenciones (AIPC).[5]
- 2022, Premio Viaje Mundial.[4]

## Galería

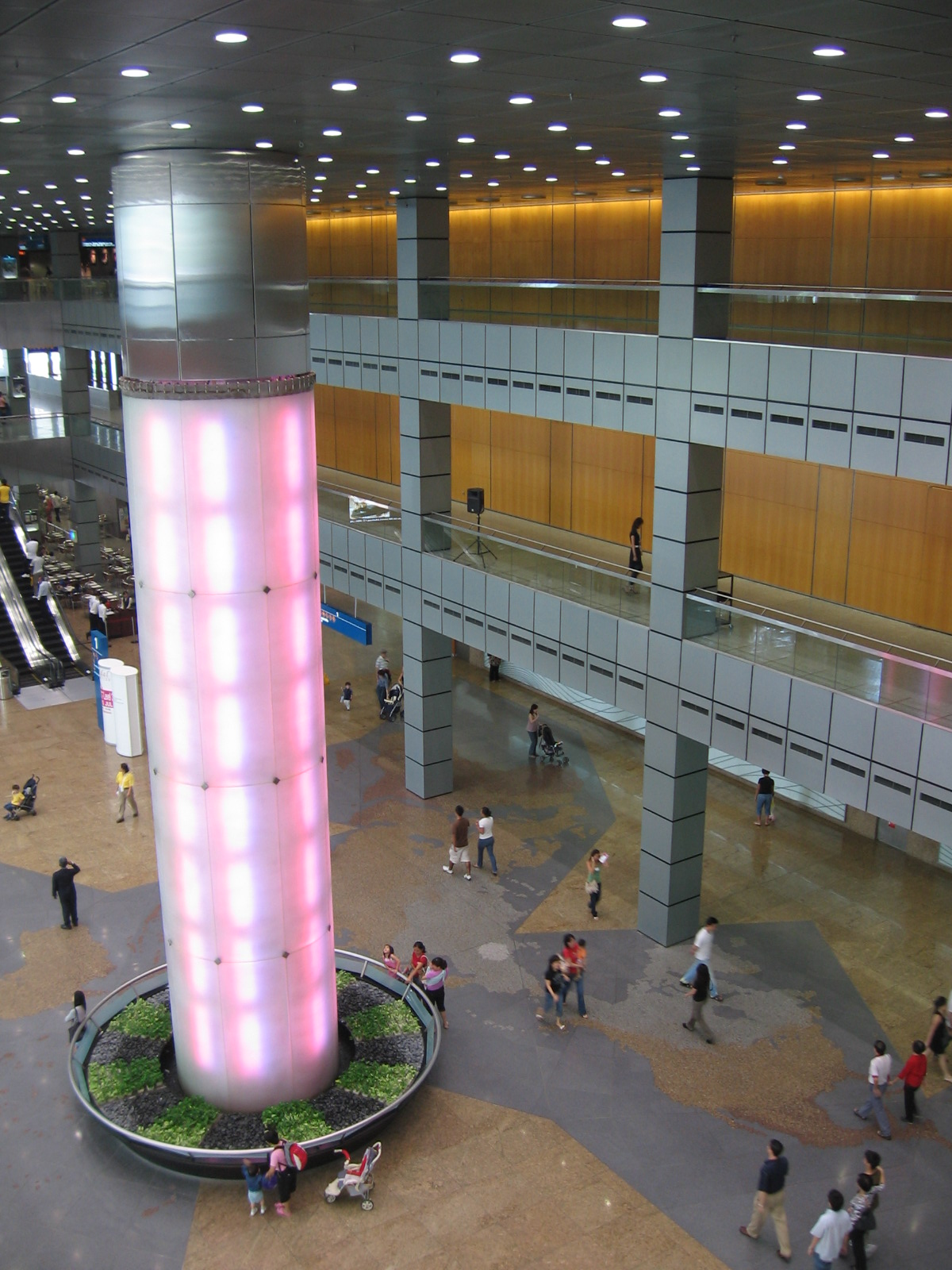
Suntec interior en 2007
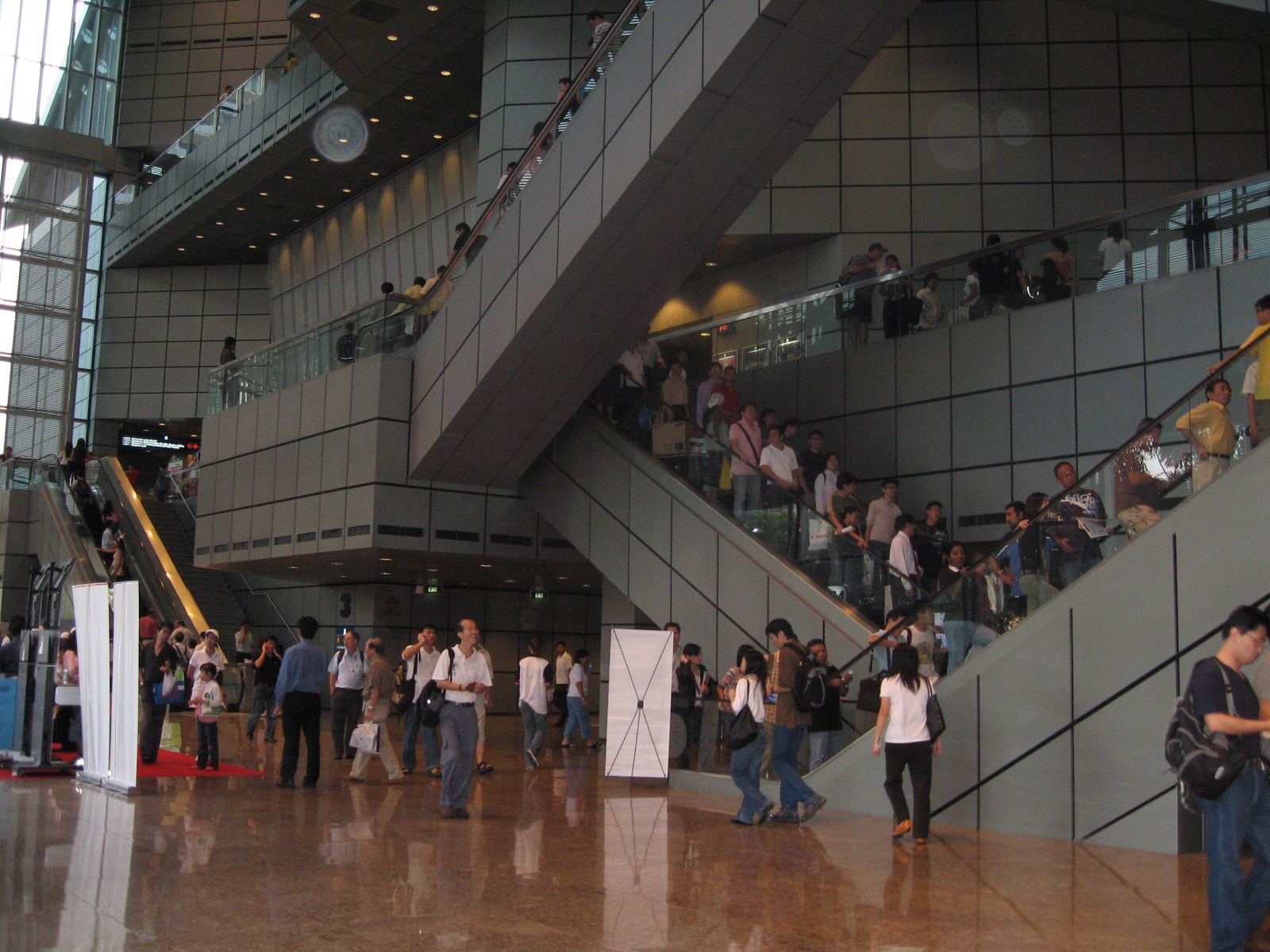
Suntec entrada en 2006
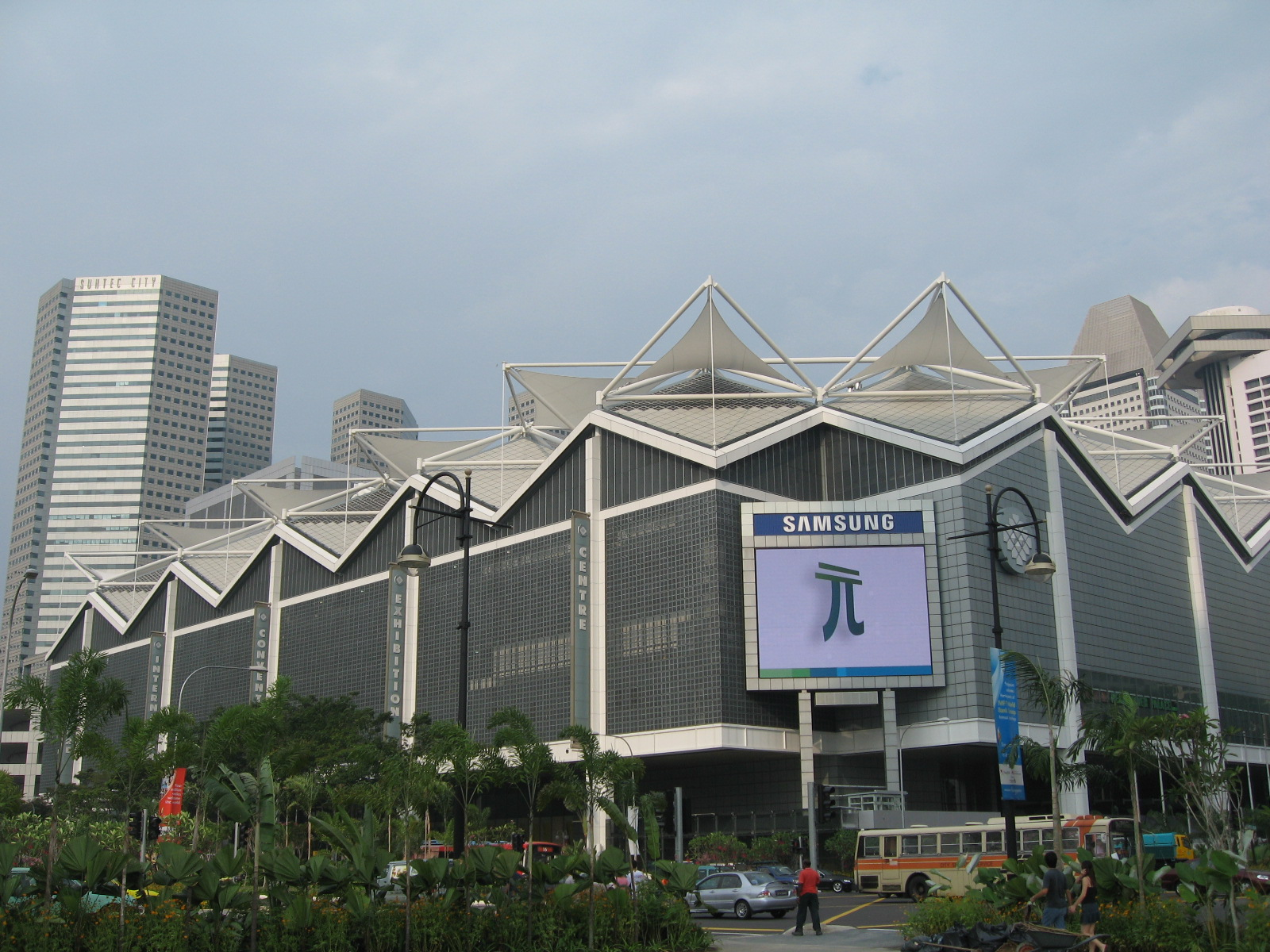
Torres de fondo en 2006
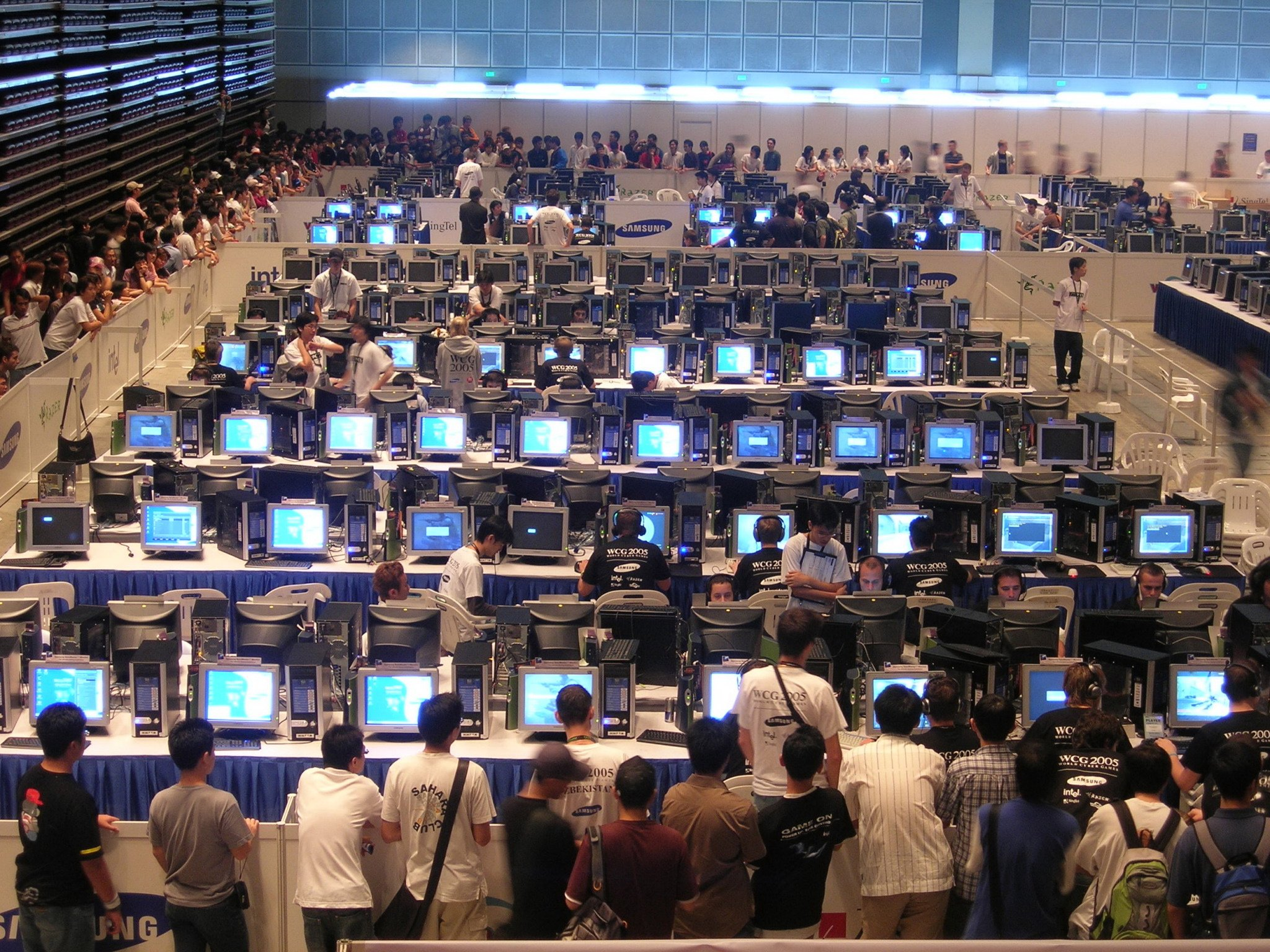
Evento en 2005.